# Rottum (archipel)
Pour les articles homonymes, voir Rottum.
Les îles Rottum est le nom donné à trois îles néerlandaises inhabitées, Rottumerplaat, Rottumeroog et Zuiderduintjes. 
Elles sont situées entre la mer du Nord et la mer des Wadden et font partie des îles de la Frise-Occidentale. Elles dépendent de la commune de Het Hogeland dans la province de Groningue